# Dagmar Burešová
Dagmar Burešová, née Dagmar Kubištová le 19 octobre 1929 à Prague (Tchécoslovaquie) et morte dans cette même ville le 30 juin 2018, est une avocate et femme politique tchécoslovaque. Ministre de la Justice de la République tchèque au sein de la République fédérale tchèque et slovaque puis présidente du Conseil national tchèque au lendemain de la révolution de Velours, elle est reconnue pour son engagement à défendre en justice les dissidents et les victimes du pouvoir communiste.

## Biographie

### Vie privée et familiale
Née le 19 octobre 1929, Dagmar Burešová est la fille de Josef Kubišta, avocat pragois en droit des assurances et de Máška, femme de ménage. Elle grandit dans le quartier de Vinohrady avec ses deux frères dans un environnement familial marqué par les idéaux de la Première République tchécoslovaque et dont aucun membre n'adhère au parti communiste tchécoslovaque lorsque le pays bascule dans le camp soviétique au lendemain du « coup de Prague » en 1948. 
Elle épouse en 1950 Radim Bureš, un pédiatre exerçant alors à Litoměřice, avec qui elle aura deux filles. L'aînée, Zuzana Špitálská, est également devenue avocate en 1987 et a repris le cabinet de sa mère spécialisée en responsabilité médicale, où travaille depuis son propre fils, Jakub Špitálský, avocat lui-même. La cadette, Lucie, a étudié l'économie,.   
Le couple s'installe alors avec les parents dans la villa familiale d'Ořechovka, dans le quartier de Střešovice, où Dagmar Burešová vit jusqu'à son décès. La famille Bureš est proche des Havel, qui habitent à proximité. Charlotte Burešova, la belle-mère, s'occupe de l'entretien du foyer, en raison de la charge de travail de Dagmar Burešova.  
Elle pratique le bridge — comme son père avant elle —, le volley-ball et le ski,.  
Elle décède le 30 juin 2018 à l'âge de 88 ans. 

### Carrière d'avocate
Dagmar Burešová sort diplômée de la faculté de droit de l’Université Charles de Prague en 1952. Elle rejoint le barreau et se spécialise en droit du travail et en responsabilité civile,. 
À l'heure de la normalisation, à la suite de l'écrasement du Printemps de Prague en août 1968, elle défend avec succès les dissidents politiques, — une centaine de personnes —, parmi lesquelles Milan Kundera et Ivan Medek (journaliste et musicologue). 
Elle travaille comme avocate jusqu'en 1989, année lors de laquelle elle s'investit en politique lorsque le régime communiste s'effondre au lendemain de la révolution de Velours.  
Elle est intronisée en 2007 au Panthéon juridique tchèque. En 2008, Dagmar Burešová met définitivement un terme à ses activités professionnelles pour raisons de santé. 
Son cabinet, spécialisé en responsabilité médicale, est repris par sa fille aînée, Zuzana Špitálská, où travaille également le fils de cette dernière, Jakub Špitálský. 

#### L'affaire Palach
Sa carrière prend un tournant lorsqu'elle accepte de défendre Libuše Palachová, la mère de Jan Palach, dans le procès qui l'oppose au député communiste et membre du Comité central Vilém Nový. Jan Palach, alors étudiant, s'immole par le feu sur la place Venceslas à Prague le 16 janvier 1969 pour protester contre l'invasion de son pays par les troupes du Pacte de Varsovie. Il devient très rapidement un symbole de la résistance au communisme et à l'occupation. C'est dans ce contexte que Vilém Nový avance de fausses théories sur le décès de Jan Palach et porte atteinte à sa mémoire, en déclarant notamment qu'il aurait été manipulé par des ennemis du régime, convaincu qu'il survivrait à son geste par l'usage de « feu froid », une substance inflammable ne dégageant aucune chaleur. En usant de multiples moyens dilatoires et en arguant de son immunité parlementaire, Vilém Nový retarde autant que possible le procès. Le 30 juillet 1970, malgré la preuve du caractère diffamatoire de ces propos, la juge Jarmila Ortová rejette les plaintes — les supposés « ennemis du régime », nommément désignés, avaient eux aussi déposé plainte —, considérant que Vilém Nový avait le droit et le devoir de critiquer le geste de Palach ; les plaignants, condamnés aux dépens, étant de surcroit déclarés « ennemis du socialisme ».
Dagmar Burešová accepte ce dossier sensible et perdu d'avance malgré les risques pour elle et sa famille : surveillée, placée sur écoute, interrogée à plusieurs reprises, comme son mari, par la Sécurité d'État — le service de sécurité du régime (StB) —, elle se voit confisquer son passeport pendant sept ans alors que Lucie, sa fille cadette, n'est plus autorisée à se rendre au lycée,,. La StB lui attribue à cette époque le surnom de Lady.
La mini-série télévisée Sacrifice, réalisée par Agnieszka Holland et diffusée en 2013 par HBO Europe, s'inspire librement de cet épisode de sa vie.

### Engagement politique
Membre du Forum civique, Dagmar Burešová devient la première femme ministre de la Justice de la République tchèque — au sein de la République fédérale tchèque et slovaque — en décembre 1989, à l'issue de la révolution de Velours qui a vu l'effondrement du régime. Elle occupe ce poste jusqu'aux élections de juin 1990 et engage la réhabilitation des condamnés politiques, initie la loi de lustration — elle rejette néanmoins le principe de culpabilité collective que mettra en place cette dernière — et tente, avec les députés Jan Kalvoda et Miloslav Výborný, de faire publier les noms des membres de la Sécurité d'État et des responsables de celle-ci au sein du parti communiste.  
De 1990 à 1992, elle est présidente du Conseil national tchèque — le Parlement tchèque, distinct de l'Assemblée fédérale — au sein duquel elle est élue lors des premières élections libres de juin 1990, soutenue par le Forum civique. Cette période est marquée par les discussions parlementaires sur l'avenir du modèle tchécoslovaque, qui aboutira à l'indépendance des deux nations le 1er janvier 1993.  
Elle se présente aux élections sénatoriales de 1996 à Prague sous l'étiquette du parti chrétien-démocrate KDU-ČSL. Elle est battue au second tour avec 46,20 % des suffrages face au candidat du Parti démocratique civique, Zdeněk Klausner.   

## Autres activités
Au cours de ses études au lycée, Dagmar Burešová pratique le scoutisme et lors de la recréation du mouvement scout tchécoslovaque en 1990, elle en devient présidente puis présidente d'honneur et a essayé d'obtenir la restitution des biens du mouvement. 
De 1998 à 2003, elle préside le conseil d'administration du Fonds germano-tchèque pour l’avenir dont elle demeure vice-présidente entre 2004 et 2005,. 
Depuis 1990, Dagmar Burešová participe activement à la promotion de la mémoire et des idées de Tomáš Garrigue Masaryk au sein du Mouvement démocratique Masaryk.

## Distinctions
En 2002, le président de la République tchèque Václav Havel la décore de l'ordre de Tomáš Garrigue Masaryk au grade de Grand officier pour ses contributions remarquables à la démocratie et aux droits de l'homme et, à titre posthume, elle est décorée par le président slovaque Andrej Kiska de l'ordre de la Double Croix Blanche au grade de Grand officier.   
Elle est de même intronisée en 2007 au Panthéon juridique tchèque, à l'occasion de la cérémonie annuelle récompensant les professionnels du droit, pour sa contribution à promouvoir et renforcer la justice.

## Pour approfondir